# Entomobrya californica
Entomobrya californica är en urinsektsart som först beskrevs av Heinrich Wilhelm Schott 1891.  Entomobrya californica ingår i släktet Entomobrya och familjen brokhoppstjärtar. Inga underarter finns listade i Catalogue of Life.